# Saison 2017-2018 de shogi
La saison 2017-2018 de shogi se déroule d'avril 2018 à mars 2019 (année fiscale japonaise), les compétitions professionnelles se déroulant sur toute l'année. C'est la date de leur finale qui décide de leur inclusion.

## Tournois masculins

### Tournois majeurs

#### 76eMeijin
Finale du 11 avril au 27 juin 2018.
Amahiko Sato bat Yoshiharu Habu 4-2.
|            | Nom            | Nom       | Né en | 11/04 | 19/04 | 08/05 | 19/05 | 29/05 | 19/06 | 26/06 | Score | Vainqueur    |
| ---------- | -------------- | --------- | ----- | ----- | ----- | ----- | ----- | ----- | ----- | ----- | ----- | ------------ |
| Tenant     | Amahiko Sato   | 佐藤 天彦 | 1988  | 0     | 1     | 1     | 2     | 3     | 4     | X     | 4     | Amahiko Sato |
| Challenger | Yoshiharu Habu | 羽生 善治 | 1970  | 1     | 1     | 2     | 2     | 2     | 2     | X     | 2     | Amahiko Sato |

#### 3eEio
Finale du 14 avril au 26 mai.
Taichi Takami bat Kōta Kanai 4-0.
|           | Nom           | Nom      | Né en | 14/04 | 28/04 | 12/05 | 12/05 | 26/05 | Score | Vainqueur     |
| --------- | ------------- | -------- | ----- | ----- | ----- | ----- | ----- | ----- | ----- | ------------- |
| Finaliste | Taichi Takami | 髙見泰地 | 1993  | 1     | 1     | 千    | 1     | 1     | 4     | Taichi Takami |
| Finaliste | Kota Kanai    | 金井恒太 | 1986  | 0     | 0     | 1/2   | 0     | 0     | 0     | Taichi Takami |

#### 89eKisei
Finale du 6 juin au 17 juillet 2018.
Masayuki Toyoshima bat Yoshiharu Habu 3-2.
|            | Nom                | Nom      | Né en | 06/06 | 16/06 | 30/06 | 10/07 | 17/07 | Score | Vainqueur          |
| ---------- | ------------------ | -------- | ----- | ----- | ----- | ----- | ----- | ----- | ----- | ------------------ |
| Tenant     | Yoshiharu Habu     | 羽生善治 | 1970  | 0     | 1     | 0     | 1     | 0     | 2     | Masayuki Toyoshima |
| Challenger | Masayuki Toyoshima | 豊島将之 | 1990  | 1     | 0     | 1     | 0     | 1     | 3     | Masayuki Toyoshima |

#### 59eOi
Finale du 4 juillet au 22 septembre 2018.
Masayuki Toyoshima bat Tatsuya Sugai 4-3.
|            | Nom                | Nom      | Né en | 04/07 | 24/07 | 01/08 | 22/08 | 29/08 | 10/09 | 22/09 | Score | Vainqueur          |
| ---------- | ------------------ | -------- | ----- | ----- | ----- | ----- | ----- | ----- | ----- | ----- | ----- | ------------------ |
| Tenant     | Tatsuya Sugai      | 菅井竜也 | 1992  | 1     | 0     | 1     | 0     | 1     | 0     | 0     | 3     | Masayuki Toyoshima |
| Challenger | Masayuki Toyoshima | 豊島将之 | 1990  | 0     | 1     | 0     | 1     | 0     | 1     | 1     | 4     | Masayuki Toyoshima |

#### 66eOza
Finale du 4 septembre au 30 octobre 2018.
Shintaro Saito bat Taichi Nakamura 3-2.
|            | Nom             | Nom        | Né en | 04/09 | 20/09 | 02/10 | 16/10 | 30/10 | Score | Vainqueur      |
| ---------- | --------------- | ---------- | ----- | ----- | ----- | ----- | ----- | ----- | ----- | -------------- |
| Tenant     | Taichi Nakamura | 中村太地   | 1988  | 0     | 0     | 1     | 1     | 0     | 2     | Shintaro Saito |
| Challenger | Shintaro Saito  | 斎藤慎太郎 | 1993  | 1     | 1     | 0     | 0     | 1     | 3     | Shintaro Saito |

#### 31eRyuo
Finale du  11 octobre au 21 décembre 2018.
Akihito Hirose  bat Yoshiharu Habu 4-3.
|            | Nom            | Nom       | Né en | 11/10 | 23/10 | 01/11 | 24/11 | 04/12 | 12/12 | 20/12 | Score | Vainqueur      |
| ---------- | -------------- | --------- | ----- | ----- | ----- | ----- | ----- | ----- | ----- | ----- | ----- | -------------- |
| Tenant     | Yoshiharu Habu | 羽生善治  | 1970  | 1     | 1     | 0     | 0     | 1     | 0     | 0     | 3     | Akihito Hirose |
| Challenger | Akihito Hirose | 広瀬 章人 | 1987  | 0     | 0     | 1     | 1     | 0     | 1     | 1     | 4     | Akihito Hirose |

#### 68eOsho
Finale du 13 janvier au 26 mars 2019.
Toshiaki Kubo vs Akira Watanabe
|            | Nom            | Nom       | Né en | 13/01 | 26/01 | 06/02 | 24/02 | 04/03 | 20/03 | 26/03 | Score | Vainqueur      |
| ---------- | -------------- | --------- | ----- | ----- | ----- | ----- | ----- | ----- | ----- | ----- | ----- | -------------- |
| Tenant     | Toshiaki Kubo  | 久保 利明 | 1975  | 0     | 0     | 0     | 0     |       |       |       | 0     | Akira Watanabe |
| Challenger | Akira Watanabe | 渡辺明    | 1984  | 1     | 1     | 1     | 1     |       |       |       | 4     | Akira Watanabe |

#### 44eKio
Finale du 2 février au 29 mars 2019.
Akira Watanabe bat Akihito Hirose 3-1
|            | Nom            | Nom       | Né en | 02/02 | 17/02 | 10/03 | 17/03 | 29/03 | Score | Vainqueur      |
| ---------- | -------------- | --------- | ----- | ----- | ----- | ----- | ----- | ----- | ----- | -------------- |
| Tenant     | Akira Watanabe | 渡辺明    | 1984  | 1     | 1     | 0     | 1     |       | 3     | Akira Watanabe |
| Challenger | Akihito Hirose | 広瀬 章人 | 1987  | 0     | 0     | 1     | 0     |       | 1     | Akira Watanabe |

### Tournois secondaires

#### 12eCoupe Asahi
Finale en février 2019.
| Quarts de finale  | Quarts de finale | Quarts de finale | Demi finale      | Finale         | Vainqueur  |
| ----------------- | ---------------- | ---------------- | ---------------- | -------------- | ---------- |
| Koichi Fukaura    | 深浦 康市        | 1972             | Akira Watanabe   | Akira Watanabe | Sota Fujii |
| Akira Watanabe    | 渡辺明           | 1984             | Akira Watanabe   | Akira Watanabe | Sota Fujii |
| Masakazu Watanabe | 渡辺正和         | 1986             | Shota Chida      | Akira Watanabe | Sota Fujii |
| Shota Chida       | 千田翔太         | 1994             | Shota Chida      | Akira Watanabe | Sota Fujii |
| Toshiaki Kubo     | 久保 利明        | 1975             | Hisachi Namekata | Sota Fujii     | Sota Fujii |
| Hisashi Namekata  | 行方 尚史        | 1973             | Hisachi Namekata | Sota Fujii     | Sota Fujii |
| Tetsuro Itodani   | 糸谷哲郎         | 1988             | Sota Fujii       | Sota Fujii     | Sota Fujii |
| Sota Fujii        | 藤井 聡太        | 2002             | Sota Fujii       | Sota Fujii     | Sota Fujii |

#### 26eGinga-sen
Tournoi final du 7 août au 20 septembre 2018, résultats à partir des quarts de finale.
| Quarts de finale   | Quarts de finale | Quarts de finale | Demi finale        | Finale           | Vainqueur    |
| ------------------ | ---------------- | ---------------- | ------------------ | ---------------- | ------------ |
| Yoshiharu Habu     | 羽生善治         | 1970             | Masayuki Toyoshima | Hisachi Namekata | Amahiko Sato |
| Masayuki Toyoshima | 豊島将之         | 1990             | Masayuki Toyoshima | Hisachi Namekata | Amahiko Sato |
| Hisachi Namekata   | 行方 尚史        | 1973             | Hisachi Namekata   | Hisachi Namekata | Amahiko Sato |
| Yashiro Wataru     | 八代             | 1994             | Hisachi Namekata   | Hisachi Namekata | Amahiko Sato |
| Amahiko Sato       | 佐藤 天彦        | 1988             | Amahiko Sato       | Amahiko Sato     | Amahiko Sato |
| Tadehisa Maruyama  | 丸山 忠久        | 1970             | Amahiko Sato       | Amahiko Sato     | Amahiko Sato |
| Akira Watanabe     | 渡辺明           | 1984             | Kazutoshi Sato     | Amahiko Sato     | Amahiko Sato |
| Kazutoshi Sato     | 佐藤 和俊        | 1970             | Kazutoshi Sato     | Amahiko Sato     | Amahiko Sato |

#### 68eCoupe NHK
Finale en mars 2019.
| Quarts de finale   | Quarts de finale | Quarts de finale | Demi finale        | Finale         | Vainqueur      |
| ------------------ | ---------------- | ---------------- | ------------------ | -------------- | -------------- |
| Toshiyuki Moriuchi | 森内 俊之        | 1970             | Toshiyuki Moriuchi | Masataka Goda  | Yoshiharu Habu |
| Tatsuya Sanmaido   | 三枚堂達也       | 1993             | Toshiyuki Moriuchi | Masataka Goda  | Yoshiharu Habu |
| Akihito Hirose     | 広瀬 章人        | 1987             | Masataka Goda      | Masataka Goda  | Yoshiharu Habu |
| Masataka Goda      | 郷田 真隆        | 1971             | Masataka Goda      | Masataka Goda  | Yoshiharu Habu |
| Tadehisa Murayama  | 丸山 忠久        | 1970             | Tadehisa Murayama  | Yoshiharu Habu | Yoshiharu Habu |
| Toshiaki Kubo      | 久保 利明        | 1975             | Tadehisa Murayama  | Yoshiharu Habu | Yoshiharu Habu |
| Yoshiharu Habu     | 羽生善治         | 1970             | Yoshiharu Habu     | Yoshiharu Habu | Yoshiharu Habu |
| Masayuki Toyoshima | 豊島将之         | 1990             | Yoshiharu Habu     | Yoshiharu Habu | Yoshiharu Habu |

#### 38eShogi Japan Series
Tournoi du 24 juin au 19 novembre 2018, résultat à partir des quarts de finale.
| Quarts de finale   | Quarts de finale | Quarts de finale | Demi finale        | Finale             | Vainqueur         |
| ------------------ | ---------------- | ---------------- | ------------------ | ------------------ | ----------------- |
| Masayuki Toyoshima | 豊島将之         | 1990             | Masayuki Toyoshima | Masayuki Toyoshima | Takayuki Yamasaki |
| Tetsuro Itodani    | 糸谷 哲郎        | 1988             | Masayuki Toyoshima | Masayuki Toyoshima | Takayuki Yamasaki |
| Koichi Fukaura     | 深浦 康市        | 1972             | Koichi Fukaura     | Masayuki Toyoshima | Takayuki Yamasaki |
| Akira Watanabe     | 渡辺明           | 1984             | Koichi Fukaura     | Masayuki Toyoshima | Takayuki Yamasaki |
| Amahiko Sato       | 佐藤 天彦        | 1988             | Takayuki Yamasaki  | Takayuki Yamasaki  | Takayuki Yamasaki |
| Takayuki Yamasaki  | 深浦 康市        | 1981             | Takayuki Yamasaki  | Takayuki Yamasaki  | Takayuki Yamasaki |
| Toshiyuki Moriuchi | 森内 俊之        | 1970             | Yoshiharu Habu     | Takayuki Yamasaki  | Takayuki Yamasaki |
| Yoshiharu Habu     | 羽生善治         | 1970             | Yoshiharu Habu     | Takayuki Yamasaki  | Takayuki Yamasaki |

#### 49eShinjin Ō
Reservé aux moins de 26 ans professionnels depuis moins de six ans et non-détenteur d'un titre
Finale du 17 octobre au 29 octobre.
| Nom               | Nom       | Né en | 10/10 | 17/10 | 29/10 | Score | Vainqueur  |
| ----------------- | --------- | ----- | ----- | ----- | ----- | ----- | ---------- |
| Sota Fujii        | 藤井 聡太 | 2002  | 1     | 1     | X     | 2     | Sota Fujii |
| Wakamu Deguchi 3d | 出口若武  | ?     | 0     | 0     | X     | 0     | Sota Fujii |

#### 63eSandan rigu
Ligue des 3 dan : tournoi d'accession au statut pro. Premier semestre (avril 2018 - septembre 2018)
|    | Joueurs             | Joueurs    | Né en | Vic | Def | Ri |    | Joueurs           | Joueurs  | Né en | Vic | Déf | Ri |
| -- | ------------------- | ---------- | ----- | --- | --- | -- | -- | ----------------- | -------- | ----- | --- | --- | -- |
| 1  | Kei Honda           | 本田奎     | 1997  | 15  | 3   | 25 | 11 | Kazufumi Watanabe | 渡辺和史 |       | 11  | 7   | 11 |
| 2  | Hiroshi Yamamoto    | 山本博志   | 1996  | 13  | 5   | 7  | 12 | Wakatake Deguchi  | 出口若武 | 1995  | 11  | 7   | 14 |
| 3  | Yusuke Masuda       | 桝田悠介   |       | 13  | 5   | 12 | 13 | Tomoka Nishiyama  | 西山朋佳 |       | 11  | 7   | 24 |
| 4  | Hisachi Okabe       | 岡部怜央   |       | 13  | 5   | 19 | 14 | Yuki Yokoyama     | 横山友紀 |       | 11  | 7   | 31 |
| 5  | Takayuki Kuroda     | 黒田尭之   | 1996  | 12  | 6   | 2  | 15 | Kenji Tokuda      | 徳田拳士 |       | 10  | 8   | 33 |
| 6  | Akihiro Honda       | 井田明宏   |       | 12  | 6   | 15 | 16 | Ito Takumi        | 伊藤匠   |       | 10  | 8   | 35 |
| 7  | Shin'ichirō Hattori | 服部慎一郎 |       | 11  | 7   | 1  | 17 | Hiroyuki Sekiya   | 関矢寛之 |       | 9   | 9   | 9  |
| 8  | Seiya Tomita        | 冨田誠也   |       | 11  | 7   | 4  | 18 | Shinga Nairiki    | 柵木幹太 |       | 9   | 9   | 13 |
| 9  | Shinya Sakaï        | 坂井信哉   |       | 11  | 7   | 5  | 19 | Tomoki Kurokawa   | 黒川智記 |       | 9   | 9   | 27 |
| 10 | Hiroki Taniai       | 谷合廣紀   |       | 11  | 7   | 8  | 20 | Yoshiki Okai      | 岡井良樹 |       | 9   | 9   | 28 |

#### 64eSandan rigu
Tournoi d'accession au statut pro. Second semestre (octobre 2018 - Mars 2019)
| Rg | Joueurs          | Joueurs  | Né en | Vic | Def | Ri | Rg | Joueurs            | Joueurs    | Né en | Vic | Déf | Ri |
| -- | ---------------- | -------- | ----- | --- | --- | -- | -- | ------------------ | ---------- | ----- | --- | --- | -- |
| 1  | Wakatake Deguchi | 出口若武 | 1995  | 14  | 4   | 10 | 11 | Daisuke Miyata     | 宮田大暉   |       | 11  | 7   | 28 |
| 2  | Takayuki Kuroda  | 黒田尭之 | 1996  | 13  | 5   | 3  | 12 | Shinichiro Hattori | 服部慎一郎 |       | 10  | 8   | 5  |
| 3  | Yuta Ishikawa    | 石川優太 |       | 13  | 5   | 27 | 13 | Kazufumi Watanabe  | 渡辺和史   |       | 10  | 8   | 9  |
| 4  | Akiro Honda      | 井田明宏 |       | 12  | 6   | 4  | 14 | Hiroyuki Sekiya    | 関矢寛之   |       | 10  | 8   | 16 |
| 5  | Hiroki Taniai    | 谷合廣紀 |       | 12  | 6   | 8  | 15 | Shinga Nairiki     | 柵木幹太   |       | 10  | 8   | 17 |
| 6  | Ito Takumi       | 伊藤匠   |       | 12  | 6   | 15 | 16 | Yusei Koga         | 古賀悠聖   |       | 10  | 8   | 22 |
| 7  | Toshihiro Mita   | 三田敏弘 |       | 12  | 6   | 32 | 17 | Kosuke Miura       | 三浦孝介   |       | 10  | 8   | 23 |
| 8  | Seiya Tomita     | 冨田誠也 |       | 11  | 7   | 6  | 18 | Satoshi Arata      | 荒田敏史   |       | 10  | 8   | 29 |
| 9  | Shinya Sakai     | 坂井信哉 |       | 11  | 7   | 7  | 19 | Hisachi Okabe      | 岡部怜央   |       | 9   | 9   | 2  |
| 10 | Eiji Nasushima   | 貫島永州 |       | 11  | 7   | 24 | 20 | Yuki Saito         | 齊藤優希   |       | 9   | 9   | 13 |

## Classements masculin

### Classement aux gains en tournoi 2018
La période concernée va du 1er janvier au 21 décembre.
Les gains sont comptabilisés au moment de leurs remise et incluent donc le Kessho Tonamento (tournoi final) du 31e Ryūō et le Nanaban shobu (match pour le titre) du 30e Ryūō.
|    | Joueurs            | Joueurs    | Né en | Gain (k¥) | 2017 |
| -- | ------------------ | ---------- | ----- | --------- | ---- |
| 1  | Yoshiharu Habu     | 羽生善治   | 1970  | 7552      | 3e   |
| 2  | Amahiko Sato       | 佐藤天彦   | 1988  | 5999      | 2e   |
| 3  | Akira Watanabe     | 渡辺明棋王 | 1984  | 5119      | 1er  |
| 4  | Masayuki Toyoshima | 豊島将之   | 1990  | 4722      |      |
| 5  | Akihito Hirose     | 広瀬章人   | 1987  | 2802      |      |
| 6  | Taichi Takami      | 高見泰地   | 1993  | 2636      |      |
| 7  | Toshiaki Kubo      | 久保利明   | 1975  | 2598      |      |
| 8  | Shintaro Saito     | 斎藤慎太郎 | 1993  | 2393      |      |
| 9  | Tatsuya Sugai      | 菅井竜也   | 1992  | 2193      |      |
| 10 | Koichi Fukaura     | 深浦康市   | 1972  | 2189      |      |

## Tournois majeurs féminin

### 45eJoryu Meijin

#### Joryu Meijin Goban Shobu
Finale du 20 janvier au 24 février
Kana Satomi contre Sae Itō.
|            | Nom         | Nom      | Né en | 20/01 | 27/01 | 10/02 | 18/02 | 24/02 | Score | Vainqueur   |
| ---------- | ----------- | -------- | ----- | ----- | ----- | ----- | ----- | ----- | ----- | ----------- |
| Tenant     | Kana Satomi | 里見香奈 | 1992  | 1     | 1     | 0     | 1     |       | 3     | Kana Satomi |
| Challenger | Sae Ito     | 伊藤沙恵 | 1993  | 0     | 0     | 1     | 0     |       | 1     | Kana Satomi |

#### Joryu Meijin Rigu
Ligue des 3 dans. 6 compétitrices préqualifiées et 4 issue des Yose
|    | Joueurs         | Joueurs    | Né en | 1 | 2 | 3 | 4 | 5 | 6 | 7 | 8 | 9 | vic | def | Ri |             |
| 1  | Sae Itō         | 伊藤沙恵   | 1993  |   |   |   |   |   |   |   |   |   | 8   | 1   | 1  | Goban shobu |
| 2  | Hatsumi Ueda    | 上田初美   | 1988  |   |   |   |   |   |   |   |   |   | 7   | 2   | 2  | préqualifée |
| 3  | Manao Kagawa    | 香川愛生   | 1993  |   |   |   |   |   |   |   |   |   | 6   | 3   | 3  | préqualifée |
| 4  | Yuki Taniguchi  | 谷口由紀   | 1993  |   |   |   |   |   |   |   |   |   | 6   | 3   | 6  | préqualifée |
| 5  | Tomomi Kai      | 甲斐智美   | 1983  |   |   |   |   |   |   |   |   |   | 6   | 3   | Q  | préqualifée |
| 6  | Marika Nakamura | 中村真梨花 | 1987  |   |   |   |   |   |   |   |   |   | 3   | 6   | 4  | préqualifée |
| 7  | Mana Watanabe   | 渡部愛     | 1993  |   |   |   |   |   |   |   |   |   | 3   | 6   | 5  |             |
| 8  | Rei Takedomi    | 武富礼衣   | 1999  |   |   |   |   |   |   |   |   |   | 3   | 6   | Q  |             |
| 9  | Kotomi Yamane   | 山根ことみ | 1998  |   |   |   |   |   |   |   |   |   | 2   | 7   | Q  |             |
| 10 | Aruka Aikawa    | 相川春香   | 1994  |   |   |   |   |   |   |   |   |   | 1   | 8   | Q  |             |

### 40eJoryu Osho

#### Joryu Osho Sanban Shobu
Kana Satomi bat Momoko Kato 2-0.
|            | Nom         | Nom      | Né en | 13/10 | 19/10 | 26/10 | Score | Vainqueur   |
| ---------- | ----------- | -------- | ----- | ----- | ----- | ----- | ----- | ----------- |
| Tenant     | Kana Satomi | 里見香奈 | 1992  | 1     | 1     | X     | 2     | Kana Satomi |
| Challenger | Momoko Kato | 加藤桃子 | 1993  | 0     | 0     | X     | 0     | Kana Satomi |

#### Joryu Osho Honsen
16 competitrices 4 préqualifiées 12 issues des Yose
| Quarts de finale | Quarts de finale | Quarts de finale | Demi finale  | Finale      | Vainqueur   |
| ---------------- | ---------------- | ---------------- | ------------ | ----------- | ----------- |
| Sae Ito          | 伊藤沙恵         | 1993             | Sae Ito      | Sae Ito     | Momoko Kato |
| Saya Nakazawa    | 中澤沙耶         | 1996             | Sae Ito      | Sae Ito     | Momoko Kato |
| Yun Ono          | 小野ゆ (ama)     |                  | Manao Kagawa | Sae Ito     | Momoko Kato |
| Manao Kagawa     | 香川愛生         | 1993             | Manao Kagawa | Sae Ito     | Momoko Kato |
| Eriko Yamaguchi  | 山口恵梨子       | 1991             | Aki Wada     | Momoko Kato | Momoko Kato |
| Aki Wada         | 和田あき         | 1997             | Aki Wada     | Momoko Kato | Momoko Kato |
| Ichiyo Shimizu   | 清水市代         | 1969             | Momoko Kato  | Momoko Kato | Momoko Kato |
| Momoko Kato      | 加藤桃子         | 1995             | Momoko Kato  | Momoko Kato | Momoko Kato |

### 11eOpen Mynavi

#### Joryu Mynavi Open Goban Shobu
Finale du 10 avril 2018 au 5 juin 2018
Tomoka Nishiyama bat Momoko Kato.
|            | Nom              | Nom      | Né en | 1 | 2 | 3 | 4 | 5 | Score | Vainqueur        |
| ---------- | ---------------- | -------- | ----- | - | - | - | - | - | ----- | ---------------- |
| Tenant     | Momoko Kato      | 加藤桃子 | 1993  | 1 | 0 | 0 | 0 | X | 1     | Tomoka Nishiyama |
| Challenger | Tomoka Nishiyama | 西山朋佳 | 1995  | 0 | 1 | 1 | 1 | X | 3     | Tomoka Nishiyama |

#### Joryu Mynavi Open Honsen
16 compétitrices  4 préqualifiées 12 issues des Yose
| Quarts de finale | Quarts de finale | Quarts de finale | Demi finale      | Finale           | Vainqueur        |
| ---------------- | ---------------- | ---------------- | ---------------- | ---------------- | ---------------- |
| Shinobu Iwane    | 岩根忍           | 1981             | Shinobu Iwane    | Sae Ito          | Tomoka Nishiyama |
| Yun Ono          | 小野ゆ(ama)      |                  | Shinobu Iwane    | Sae Ito          | Tomoka Nishiyama |
| Sae Ito          | 伊藤沙恵         | 1993             | Sae Ito          | Sae Ito          | Tomoka Nishiyama |
| Hiroki Nakakura  | 中倉宏美         | 1979             | Sae Ito          | Sae Ito          | Tomoka Nishiyama |
| Tomoka Nishiyama | 西山朋佳         | 1995             | Tomoka Nishiyama | Tomoka Nishiyama | Tomoka Nishiyama |
| Saki Satomi      | 里見咲紀         | 1996             | Tomoka Nishiyama | Tomoka Nishiyama | Tomoka Nishiyama |
| Minami Sadamasu  | 貞升南           | 1986             | Kana Satomi      | Tomoka Nishiyama | Tomoka Nishiyama |
| Kana Satomi      | 里見香奈         | 1992             | Kana Satomi      | Tomoka Nishiyama | Tomoka Nishiyama |

### 8eCoupe Ricoh Joryu Oza

#### Ricoh Joryu Ozasen Goban Shobu
La finale s'est déroulée entre le 23/10/2018 et le 17/12/2018
Kana Satomi bat Ichiyo Shimizu 3-0
|            | Nom            | Nom       | Né en | 23/10 | 08/11 | 21/11 | 7/12 | 17/12 | Score | Vainqueur   |
| ---------- | -------------- | --------- | ----- | ----- | ----- | ----- | ---- | ----- | ----- | ----------- |
| Tenant     | Kana Satomi    | 里見香奈  | 1992  | 1     | 1     | 1     | X    | X     | 3     | Kana Satomi |
| Challenger | Ichiyo Shimizu | 清水 市代 | 1969  | 0     | 0     | 0     | X    | X     | 0     | Kana Satomi |

#### Ricoh Joryu Ozasen Honsen
16 compétitrices  4 préqualifiées 12 issues des Nichiyosen.
| Quarts de finale | Quarts de finale | Quarts de finale | Demi finale    | Finale         | Vainqueur      |
| ---------------- | ---------------- | ---------------- | -------------- | -------------- | -------------- |
| Momoko Kato      | 加藤桃子         | 1993             | Momoko Kato    | Sae Ito        | Ichiyo Shimizu |
| Kumi Yamada      | 山田久美         | 1967             | Momoko Kato    | Sae Ito        | Ichiyo Shimizu |
| Sae Ito          | 伊藤沙恵         | 1993             | Sae Ito        | Sae Ito        | Ichiyo Shimizu |
| Tomoka Nishiyama | 西山朋佳         | 1995             | Sae Ito        | Sae Ito        | Ichiyo Shimizu |
| Yo Murota        | 室田伊緒         | 1989             | Shinobu Iwane  | Ichiyo Shimizu | Ichiyo Shimizu |
| Shinobu Iwane    | 岩根忍           | 1981             | Shinobu Iwane  | Ichiyo Shimizu | Ichiyo Shimizu |
| Ichiyo Shimizu   | 清水市代         | 1969             | Ichiyo Shimizu | Ichiyo Shimizu | Ichiyo Shimizu |
| Eriko Yamaguchi  | 山口恵梨子       | 1991             | Ichiyo Shimizu | Ichiyo Shimizu | Ichiyo Shimizu |

### 29eJoryo Oi

#### Joryu Oi Goban Shobu
Mana Watanabe bat Kana Satomi 3-1
|            | Nom           | Nom      | Né en | 09/05 | 22/05 | 30/05 | 13/06 | 5 | Score | Vainqueur     |
| ---------- | ------------- | -------- | ----- | ----- | ----- | ----- | ----- | - | ----- | ------------- |
| Tenant     | Kana Satomi   | 里見香奈 | 1992  | 0     | 1     | 0     | 0     | X | 1     | Mana Watanabe |
| Challenger | Mana Watanabe | 渡部愛   | 1993  | 1     | 0     | 1     | 1     | X | 3     | Mana Watanabe |

#### Joryu Oi Chosen sha Ketteisen
Mana Watanabe se qualifie comme challenger
|            | Nom            | Nom      | Née en | Score | Vainqueur     |
| ---------- | -------------- | -------- | ------ | ----- | ------------- |
| Aka-gumi   | Mana Watanabe  | 渡部愛   | 1993   | 1     | Mana Watanabe |
| Shiro-gumi | Ichiyo Shimizu | 清水市代 | 1969   | 0     | Mana Watanabe |

#### Joryu Oi Chosen sha Ketteirigu

##### Aka gumi
| Nom           | Nom        | Née en | ID | 1 | 2 | 3 | 4 | 5 | V |                      | Vainqueur     |
| ------------- | ---------- | ------ | -- | - | - | - | - | - | - | -------------------- | ------------- |
| Mana Watanabe | 渡部愛     | 1993   |    |   |   |   |   |   | 5 | Chosen sha Ketteisen | Mana Watanabe |
| Sae Ito       | 伊藤沙恵   | 1969   |    |   |   |   |   |   | 4 | Préqualifiée         | Mana Watanabe |
| Kumi Yamada   | 山田久美   | 1967   |    |   |   |   |   |   | 3 | Préqualifiée         | Mana Watanabe |
| Shinobu Iwane | 岩根忍     | 1981   |    |   |   |   |   |   | 1 |                      | Mana Watanabe |
| Kotomi Yamane | 山根ことみ | 1998   |    |   |   |   |   |   | 1 |                      | Mana Watanabe |
| Hiroe Nakai   | 中井広恵   | 1969   |    |   |   |   |   |   | 1 |                      | Mana Watanabe |

##### Shiro gumi
| Nom             | Nom        | Née en | ID | 1 | 2 | 3 | 4 | 5 | V |                      | Vainqueur      |
| --------------- | ---------- | ------ | -- | - | - | - | - | - | - | -------------------- | -------------- |
| Ichiyo Shimizu  | 清水市代   | 1969   |    |   |   |   |   |   | 5 | Chosen sha Ketteisen | Ichiyo Shimizu |
| Tomomi Kai      | 甲斐智美   | 1983   |    |   |   |   |   |   | 4 | Préqualifiée         | Ichiyo Shimizu |
| Sayuri Honda    | 本田小百合 | 1978   |    |   |   |   |   |   | 2 | Préqualifiée         | Ichiyo Shimizu |
| Ryoko Chiba     | 千葉涼子   | 1980   |    |   |   |   |   |   | 2 |                      | Ichiyo Shimizu |
| Aya Fujita      | 藤田綾     | 1987   |    |   |   |   |   |   | 2 |                      | Ichiyo Shimizu |
| Marika Nakamura | 中村真梨花 | 1987   |    |   |   |   |   |   | 0 |                      | Ichiyo Shimizu |

### 26eCoupe Kurishiki-Toka

#### Joryu Kurishiki-Toka Goban Shobu
Kana Satomi bat Yuki Taniguchi 3-0
|            | Nom            | Nom      | Né en | 1 | 2 | 3 | Score | Vainqueur   |
| ---------- | -------------- | -------- | ----- | - | - | - | ----- | ----------- |
| Tenant     | Kana Satomi    | 里見香奈 | 1992  | 1 | 1 | x | 3     | Kana Satomi |
| Challenger | Yuki Taniguchi | 谷口由紀 | 1993  | 0 | 0 | x | 0     | Kana Satomi |

#### Joryu Kurishiki-Toka Tonamento
60 participantes, un seul tableau.
| Quarts de finale | Quarts de finale | Quarts de finale | Demi finale     | finale          | Vainqueur      |
| ---------------- | ---------------- | ---------------- | --------------- | --------------- | -------------- |
| Marika Nakamura  | 中村真梨花       | 1987             | Marika Nakamura | Marika Nakamura | Yuki Taniguchi |
| Kanna Suzuki     | 鈴木環那         | 1987             | Marika Nakamura | Marika Nakamura | Yuki Taniguchi |
| Manaka Inagawa   | 伊奈川愛菓       | 1991             | Manaka Inagawa  | Marika Nakamura | Yuki Taniguchi |
| Nana Yorimoto    | 頼本奈菜         | 1997             | Manaka Inagawa  | Marika Nakamura | Yuki Taniguchi |
| Kaori Kamikawa   | 上川香織         | 1999             | Sakura Ishimoto | Yuki Taniguchi  | Yuki Taniguchi |
| Sakura Ishimoto  | 石本さくら       | 1999             | Sakura Ishimoto | Yuki Taniguchi  | Yuki Taniguchi |
| Yuki Taniguchi   | 谷口由紀         | 1993             | Yuki Taniguchi  | Yuki Taniguchi  | Yuki Taniguchi |
| Erika Tsukada    | 塚田恵梨花       | 1998             | Yuki Taniguchi  | Yuki Taniguchi  | Yuki Taniguchi |